# هونغ هوا إيون
هونغ هوا يون (بالكورية: 홍화연) (مواليد، 20 مارس 1998) هي ممثلة كورية جنوبية. عرفت بدورها في مسلسل قلوب مدفونة (2025).

## التعليم والمهنة
هونغ هوا إيون، خريجة قسم التعليم بجامعة كونكوك، بدأت مسيرتها كعارضة أزياء عام 2020، وظهرت لأول مرة في فيديو موسيقي. وقّعت عقدًا مع شركة "بي اتش انترتيمنت" في العام التالي لدخول مجال التمثيل. كما عملت هونغ عارضة إعلانات للعلامة التجارية العالمية بيرت بيز اعتبارًا من عام 2022.
في عام 2022، ظهرت هونغ في دور مساعد في الدراما الرياضية المدرب العقلي جي غال، وهو أول دور لها كممثلة. ظهرت هونغ أيضًا في دراما "فقط انت" في نفس العام.
في العام التالي، اختيرت هونغ للتمثيل في الدراما الرومانسية الكوميدية "ثق لتحب" لعام 2023.
بعد عامين، في فبراير 2025، اختيرت هونغ لتكون البطلة إلى جانب بارك هيونغ سيك في دراما الانتقام لعام 2025 قلوب مدفونة، وهو أول دور بطولة لها في مسيرتها المهنية. مثلت هونغ شخصية يو أون نام، حبيبة سيو دونغ جو (شخصية بارك) وحفيدة رئيس شركة تجارية سعت إلى كشف حقيقة وفاة والدها وما زالت تحب دونغ جو على الرغم من زواجها السياسي من رجل آخر. ورد أن هونغ أجرت اختبار أداء للشخصية وتم اختيارها بنجاح لدور أون نام بعد منافسة شرسة بنسبة 100 إلى 1. نال تصوير هونغ لشخصية أون نام مراجعات إيجابية وزاد من اهتمام الجمهور. اعتبر الناقد جونغ ديوك هيون أن أون نام هي الشخصية التي أشعلت بشكل حاسم طموح دونغ جو ونضاله من أجل الانتقام، وأشاد بهونغ لأداء الشخصية بسلاسة وتقديم أداء بارز بين أعضاء فريق التمثيل الكبار الذين أظهروا أداءً ذا وزن في الدراما.
خلال نفس العام الذي ظهرت فيه في قلوب مدفونة، اختيرت هونغ لدور طالبة المدرسة الثانوية يون جونغ هي في الدراما السياسية لعام 2025 "أنا زميل نائب الرئيس المرشح". كان من المقرر أن تبث الدراما في 6 مارس 2025، ولكن تم تأجيل بث الدراما إلى أجل غير مسمى في ضوء الوضع السياسي في كوريا الجنوبية (المرتبط بمحاكمة الرئيس يون سوك يول) والطبيعة السياسية للدراما.
من المقرر أن تظهر هونغ في الدراما التي تنتجها نتفليكس بعنوان "ثمن الاعتراف"، والتي سيتم بثها مبدئيًا في النصف الثاني من عام 2025. كما اختيرت هونغ أيضًا للتمثيل في دراما أخرى بعنوان نكهة الحب، والتي بثت في عام 2025 أيضًا.

## الأعمال

### مسلسلات
| السنة | العنوان                     | الدور         | م.     |
| ----- | --------------------------- | ------------- | ------ |
| 2022  | المدرب العقلي جي غال        | كيم مو يونغ   | [ 19 ] |
| 2022  | أنت فقط                     | هيون سول جي   | [ 20 ] |
| 2023  | بو را! ديبوراه              | بان غو-ري     | [ 21 ] |
| 2025  | قلوب مدفونة                 | يو إيون نام   | [ 22 ] |
| 2025  | نكهة الحب                   | جانغ يونغ-هاي | [ 23 ] |
| 2025  | أنا زميل نائب الرئيس المرشح | يون جونغ هي   | [ 24 ] |
| 2025  | ثمن الاعتراف                |               | [ 25 ] |

## روابط خارجية
- هوانغ هوا إيون على بي إتش إنترتينمنت
- هونغ هوا-ايون على موقع IMDb (الإنجليزية)
- هونغ هوا-ايون على موقع روتن توميتوز (الإنجليزية)
- هونغ هوا-ايون على موقع قاعدة بيانات الفيلم (الإنجليزية)
- هونغ هوا إيون في هانسينما